# Крепост Низва
Крепостта Низва (на английски: Nizwa Fort, (на арабски: قلعة نزوى), е голяма крепост в Низва, оазисен град в центъра на Оман.
Основата на крепостта датира от 9 – 12 век. Разширена значително и укрепена през 1650-те години по време на управлението на султан ибн Саиф I, когато град Низва е столица на държавата при династията Яруба. Крепостта е била административно място за имамите и валията на региона.
Стените и сградите са построени в рамките на дванадесет години над подземна река. Големите им размери представят значимостта на крепостта за защита на града в бурната история на Оман.
Високите стени служат като защита срещу набези, които са привлечени от богатството на града намиращ се на кръстопътя на многобройни търговски пътища. Дебелите основи на крепостта достигат 30 метра дълбочина в земята. Подсилените врати и стени са заоблени и здрави, за да издържат на огън дори при продължителни сблъсъци. Над крепостта и целият град се извисява главната кула, която е диаметър 45 м и е висока 24 м. До височина 14 м тя е запълнена с камъни и пръст, и бетонирана с хоросан. В нея има 24 отвора, в които са разположени оръдия, които могат да обстрелват противника при атака от всяка посока. От първоначалните 24 оръдия само четири остават на главната кула. Едното от тях носи името на султан бин Саиф, а друго оръдие е подарено през 1840 г. от Бостън на първия посланик на Оман в САЩ.
Достъпът до кулата става посредством тъмно тясно зигзагообразно стълбище, където на всеки завой има тежка дървена врата за защита срещу заплахата от нападение. Вратите са с дебелина повече от 10 сантиметра, а над преградата на всяка врата има отвор за изливане на врящо масло върху враговете. Пред някои от вратите има капани – някои от стълбите имат дървени дъски, които могат да бъдат премахнати при нужда и под тях да се отвори дълбока шахта. Изградени са подземни изби предназначени за доставка на храни и боеприпаси, а водоснабдяването се е извършвало чрез кладенци от подземната река. На бойниците на кулата са били разположени едновременно 120 стражи. Архитектурата на основната кула с тайни проходи, врати, капани и складове, свидетелства за намерението на обитателите за дългосрочна съпротива срещу нападателите.
Крепостта разполага с музей, който обяснява историята, занаята и традициите на Низва. На изток крепостта граничи с големия сук (пазар)в северната част на укрепената жилищна зона на оазиса. Крепостта Низва и сука са една от най-посещаваните туристически обекти в Оман.
- Изглед над покривите на крепостта към главната кула
- Изглед към вътрешността на кулата
- Един от входовете на крепостта
- Вътрешен двор в крепостта
- Португалско и шведско оръдие пред един от входовете
- Библиотека на крепостта
- Експонати в музея
- Модел на сука с крепостта